# I Всеукраїнський військовий з'їзд
I Всеукраїнський військовий з'їзд — військовий з'їзд, що проходив з 18-го по 21 травня 1917 року в Києві. У його роботі взяли участь близько 900 делегатів з різних військових частин, українських груп, товариств та організацій армій всіх фронтів, Балтійського і Чорноморського флотів, а також окремих гарнізонів і округів України, що представляли інтереси понад 1,5 мільйонів військових українців.

## Перебіг
З'їзд був скликаний з ініціативи Українського військового організаційного комітету на чолі з полковником Глинським для координації дій українського військового руху.
Основною метою з'їзду було підтвердження постанов Всеукраїнського Національного Конгресу, який проходив місяцем раніше.
Відкрив з'їзд голова Української Центральної Ради М. Грушевський, якого згодом обрали почесним головою зібрання. До складу президії було обрано:
- С. Петлюру як представника від фронту;
- М. Міхновського як представника від військових організацій, що працювали у тилу;
- В. Винниченка у якості представнику Української Центральної Ради;
- С. Письменного — представник від флоту.

У центрі уваги з'їзду були питання загальнополітичного характеру.
Також на з'їзді доповідав С.Петлюра, який підняв тему доповіддю про будівництво української армії, що було затверджено делегатами.

## Порядок денний та рішення з'їзду
На порядок денний було винесено такі питання:
- аналіз подій, що відбуваються, діяльності Тимчасового уряду, організація роботи рад робітничих і солдатських депутатів, а також вироблення спільної стратегії дій;
- ставлення до Першої світової війни;
- проблема українізації війська та формування українських частин;
- підтримання дисципліни у військах й боротьба з дезертирством;
- земельне питання;
- проблема освіти;
- організація майбутнього військового з'їзду;
- вибори до Тимчасового Українського військового генерального комітету.

У центрі уваги з'їзду були питання загальнополітичного характеру. Делегати з'їзду поставили вимогу, щоб Тимчасовий уряд і Петроградська Рада негайно оголосила окремим актом принцип національно-територіальної автономії України і призначила міністра у справах України і одноголосно підтримали І Універсал Української Центральної Ради.
З'їзд визнав Українську Центральну Раду «єдиним компетентним органом, призваним вирішувати всі справи, що стосуються цілої України».
Учасники з'їзду підтримали вимогу національно-територіальної автономії України, призначення при Тимчасовому уряді міністра у справах України, створення крайового урядового органу, організацію української армії, намітили заходи по українізації армії та військової освіти, підтримали формування першої української військової частини — полку ім. Б. Хмельницького. Командиром полку був призначений полковник Юрій Капкан.
Учасники з'їзду обрали Український генеральний військовий комітет у складі 18 чоловік на чолі з Симоном Петлюрою. Комітет мав координувати свої дії з російським Генеральним штабом.